# Arhopala oryuzana
Arhopala oryuzana är en fjärilsart som beskrevs av Corbet 1941. Arhopala oryuzana ingår i släktet Arhopala och familjen juvelvingar. Inga underarter finns listade i Catalogue of Life.